# 1984 (band)
1984 was de eerste band van gitarist Brian May en Dave Dilloway. De band werd gevormd in de herfst van 1963.
De band was vernoemd naar het boek 1984 van George Orwell. Tot de bandleden behoorden op bepaalde momenten in wisselende bezetting bassist John 'Jag' Garnham, drummer Richard Thompson en zanger en bassist Tim Staffell. De band viel uiteen in het voorjaar van 1968.
Brian May en Tim Staffell vormden later samen ook Smile.